# Nationalratswahlkreis Zürich
Der Nationalratswahlkreis Zürich ist ein Wahlkreis bei Wahlen in den Schweizer Nationalrat. Er umfasst den gesamten Kanton Zürich und besteht seit 1919.

## Entstehung und Wahlverfahren
Der Nationalratswahlkreis Zürich entstand 1919 durch die Zusammenlegung der fünf Majorz-Wahlkreise Zürich-Nord, Zürich-Ost, Zürich-Süd, Zürich-Südwest und Zürich-West. Es wird das Proporzwahlrecht angewendet, bei der die Sitze im Verhältnis zu allen abgegebenen Stimmen auf die zur Auswahl stehenden Listen verteilt werden.

## Sitzzahl
Aufgrund der Bevölkerungsentwicklung variierte die Anzahl der Sitze, die dem Wahlkreis Zürich zur Verfügung standen:
- 1919 bis 1922: 25 Sitze
- 1922 bis 1931: 27 Sitze
- 1931 bis 1943: 28 Sitze
- 1943 bis 1951: 31 Sitze
- 1951 bis 1963: 32 Sitze
- 1963 bis 1995: 35 Sitze
- 1995 bis 2015: 34 Sitze
- 2015 bis 2023: 35 Sitze
- seit 2023: 36 Sitze

## Nationalräte
- G = Gesamterneuerungswahl
- N = Nachrücker

| Bürgerlich-Demokratische Partei (BDP) vor der Fusion mit der CVP 2021 zur Die Mitte Auto-Partei (AP), Freiheits-Partei der Schweiz (FPS) Christlichsoziale Partei (CSP), Christlichdemokratische Volkspartei (CVP) vor der Fusion mit der BDP 2021 zur Die Mitte Demokratische Partei (DP) nach Loslösung von der schweizerischen FDP 1941 Die Mitte, Fusion von CVP und BDP 2021 Eidgenössisch-Demokratische Union (EDU) Evangelische Volkspartei (EVP) Freisinnig-Demokratische Partei bzw. FDP.Die Liberalen (FDP) Freisinnige Partei (FP) vor der Fusion mit der DP 1971 Demokratische Partei Zürich (DP) als Sektion der schweizerischen FDP bis 1941 Frauen macht Politik! (FraP) Grüne Schweiz (Grüne) Grünliberale Partei (glp) | Grütliverein (Grütli) Kommunistische Partei (KP) Landesring der Unabhängigen (LdU) Liberalsozialistische Partei (LSP) Nationale Aktion (NA), Schweizer Demokraten (SD) Nationale Front (NF) Partei der Arbeit (PdA) Republikanische Bewegung (RB) Sozialdemokratische Partei (SP) Progressive Organisationen der Schweiz (POCH) Bauern-, Gewerbe- und Bürgerpartei (BGB), Schweizerische Volkspartei (SVP) Unabhängig-Freie Liste (UFL), Rechtsabspaltung des LdU |

| Datum      | Wahl | Gewählte | Gewählte | Partei   |
| ---------- | ---- | -------- | --- | -------- |
| 26.10.1919 | G    |          | Carl Bertschinger, Friedrich Bopp, Emil Rellstab, David Ringger, Ernst Tobler, Karl Wunderli                                                                                                   | BGB      |
| 26.10.1919 | G    |          | Georg Baumberger | CSP      |
| 26.10.1919 | G    |          | Hans Hoppeler | EVP      |
| 26.10.1919 | G    |          | Emil Hardmeier, Karl Stoll, Hans Sträuli | FDP (DP) |
| 26.10.1919 | G    |          | Alfred Frey, Albert Meyer, Theodor Odinga, Carl Jakob Sulzer | FDP (FP) |
| 26.10.1919 | G    |          | Hans Enderli | Grütli   |
| 26.10.1919 | G    |          | Georg Forster, Ferdinand Frank, Herman Greulich, Jakob Kägi, Emil Klöti, Ernst Nobs, Eduard Schäubli, Hans Schenkel, Friedrich Studer                                                          | SP       |
|            |      |          | |          |
| 20.09.1920 | N    |          | Fritz Platten | SP       |
|            |      |          | |          |
| 29.10.1922 | G    |          | Carl Bertschinger, Friedrich Bopp, Diethelm Burkhard, Jakob Oehninger, Rudolf Streuli, Ernst Tobler, Karl Wunderli                                                                             | BGB      |
| 29.10.1922 | G    |          | Georg Baumberger | CSP      |
| 29.10.1922 | G    |          | Hans Hoppeler | EVP      |
| 29.10.1922 | G    |          | Emil Hardmeier, Karl Stoll, Hans Sträuli | FDP (DP) |
| 29.10.1922 | G    |          | Heinrich Baumann, Alfred Frey, Albert Meyer, Theodor Odinga, Carl Jakob Sulzer | FDP (FP) |
| 29.10.1922 | G    |          | Christian Albert Hitz | KP       |
| 29.10.1922 | G    |          | David Farbstein, Ferdinand Frank, Herman Greulich, Jakob Kägi, Emil Klöti, Ernst Nobs, Hans Schenkel, Robert Weber, Robert Wirz                                                                | SP       |
|            |      |          | |          |
| 02.06.1924 | N    |          | August Peter | FDP (DP) |
|            |      |          | |          |
| 29.09.1924 | N    |          | Heinrich-Julius Weisflog | FDP (FP) |
|            |      |          | |          |
| 25.10.1925 | G    |          | Carl Bertschinger, Friedrich Bopp, Diethelm Burkhard, Jakob Oehninger, Rudolf Streuli, Ernst Tobler                                                                                            | BGB      |
| 25.10.1925 | G    |          | Georg Baumberger | CSP      |
| 25.10.1925 | G    |          | Hans Hoppeler | EVP      |
| 25.10.1925 | G    |          | Emil Hardmeier, August Peter, Philipp Schmid-Ruedin, Hans Sträuli | FDP (DP) |
| 25.10.1925 | G    |          | Heinrich Baumann, Albert Meyer, Theodor Odinga, Carl Jakob Sulzer | FDP (FP) |
| 25.10.1925 | G    |          | Fritz Beck | KP       |
| 25.10.1925 | G    |          | David Farbstein, Ferdinand Frank, Jakob Kägi, Emil Klöti, Ernst Nobs, Hans Oprecht, Hans Schenkel, Johannes Sigg, Robert Weber, Robert Wirz                                                    | SP       |
|            |      |          | |          |
| 27.09.1926 | N    |          | Karl Wunderli | BGB      |
|            |      |          | |          |
| 06.12.1926 | N    |          | Jean Briner | SP       |
|            |      |          | |          |
| 28.10.1928 | G    |          | Carl Bertschinger, Emil Heller, Jakob Oehninger, Rudolf Streuli, Hans Wunderli | BGB      |
| 28.10.1928 | G    |          | Georg Baumberger, Bernhard Widmer | CSP      |
| 28.10.1928 | G    |          | Hans Hoppeler | EVP      |
| 28.10.1928 | G    |          | Emil Hardmeier, Philipp Schmid-Ruedin, Hans Sträuli | FDP (DP) |
| 28.10.1928 | G    |          | Heinrich Baumann, Albert Meyer, Theodor Odinga, Carl Jakob Sulzer, Heinrich-Julius Weisflog | FDP (FP) |
| 28.10.1928 | G    |          | Jean Briner, David Farbstein, Ferdinand Frank, Adolf Gasser, Jakob Kägi, Emil Klöti, Ernst Nobs, Hans Oprecht, Otto Pfister, Robert Weber, Robert Wirz                                         | SP       |
|            |      |          | |          |
| 04.06.1929 | N    |          | Rudolf Reichling sr. | BGB      |
|            |      |          | |          |
| 03.12.1929 | N    |          | Ernst Wetter | FDP (FP) |
|            |      |          | |          |
| 24.02.1930 | N    |          | Hermann Häberlin | FDP (FP) |
|            |      |          | |          |
| 17.06.1930 | N    |          | Ernst Moser | SP       |
|            |      |          | |          |
| 01.10.1930 | N    |          | Heinrich Bräm | SP       |
|            |      |          | |          |
| 01.06.1931 | N    |          | Otto Wilhelm Pfleghard | FDP (FP) |
|            |      |          | |          |
| 25.10.1931 | G    |          | Carl Bertschinger, Emil Heller, Jakob Oehninger, Rudolf Reichling sr., Hans Wunderli | BGB      |
| 25.10.1931 | G    |          | Ludwig Schneller, Bernhard Widmer | CSP      |
| 25.10.1931 | G    |          | Hans Hoppeler | EVP      |
| 25.10.1931 | G    |          | Emil Hardmeier, Philipp Schmid-Ruedin, Hans Sträuli | FDP (DP) |
| 25.10.1931 | G    |          | Hermann Häberlin, Emil Stadler jr., Robert Strässle, Carl Jakob Sulzer, Ernst Wetter | FDP (FP) |
| 25.10.1931 | G    |          | Robert Müller | KP       |
| 25.10.1931 | G    |          | Heinrich Bräm, Jean Briner, David Farbstein, Ferdinand Frank, Adolf Gasser, Jakob Kägi, Ernst Moser, Ernst Nobs, Hans Oprecht, Otto Pfister, Robert Weber                                      | SP       |
|            |      |          | |          |
| 25.09.1933 | N    |          | Emil Furrer | SP       |
|            |      |          | |          |
| 13.03.1934 | N    |          | Hans Kern | FDP (DP) |
|            |      |          | |          |
| 03.12.1934 | N    |          | August Gattiker | FDP (FP) |
|            |      |          | |          |
| 27.10.1935 | G    |          | Paul Gysler, Jakob Oehninger, Rudolf Reichling senior, Hans Wunderli | BGB      |
| 27.10.1935 | G    |          | Ludwig Schneller, Bernhard Widmer | CSP      |
| 27.10.1935 | G    |          | Hans Hoppeler | EVP      |
| 27.10.1935 | G    |          | Philipp Schmid-Ruedin, Hans Widmer | FDP (DP) |
| 27.10.1935 | G    |          | Theodor Gut sr., Robert Strässle, Ernst Wetter | FDP (FP) |
| 27.10.1935 | G    |          | Robert Müller | KP       |
| 27.10.1935 | G    |          | Franklin Bircher, Heinrich Schnyder, Willy Stäubli, Fritz-Charles Wüthrich, Balthasar Zimmermann                                                                                               | LdU      |
| 27.10.1935 | G    |          | Robert Tobler | NF       |
| 27.10.1935 | G    |          | Jean Briner, David Farbstein, Jakob Kägi, Paul Meierhans, Ernst Moser, Ernst Nobs, Hans Oprecht, Otto Pfister, Robert Weber                                                                    | SP       |
|            |      |          | |          |
| 09.06.1936 | N    |          | Ernst Walter | KP       |
|            |      |          | |          |
| 08.12.1936 | N    |          | Emil Buomberger | CSP      |
|            |      |          | |          |
| 07.06.1937 | N    |          | Johann Vögtle | LdU      |
|            |      |          | |          |
| 29.04.1938 | N    |          | Jules Humbert-Droz | KP       |
|            |      |          | |          |
| 07.06.1938 | N    |          | Hermann Walder | LdU      |
|            |      |          | |          |
| 13.12.1938 | N    |          | Willy Sühler | SP       |
|            |      |          | |          |
| 19.06.1939 | N    |          | Kurt Düby | SP       |
|            |      |          | |          |
| 29.10.1939 | G    |          | Emil Graf, Paul Gysler, Jakob Oehninger, Rudolf Reichling sr., Hans Wunderli | BGB      |
| 29.10.1939 | G    |          | Conrad Bürgi, Bernhard Widmer | CSP      |
| 29.10.1939 | G    |          | Albert Maag, Philipp Schmid-Ruedin | FDP (DP) |
| 29.10.1939 | G    |          | Gottlieb Bachmann, August Gattiker, Theodor Gut sr., Armin Meili | FDP (FP) |
| 29.10.1939 | G    |          | Alfred Büchi, Gottlieb Duttweiler, Heinrich Schnyder, Willy Stäubli, Hermann Walder | LdU      |
| 29.10.1939 | G    |          | Ferdinand Aeschbacher, Emil Frei, Jakob Kägi, Hermann Leuenberger, Paul Meierhans, Ernst Moser, Ernst Nobs, Hans Oprecht, Willy Spühler, Robert Weber                                          | SP       |
|            |      |          | |          |
| 31.10.1943 | G    |          | Emil Graf, Paul Gysler, Rudolf Meier, Rudolf Reichling sr., Ernst Stiefel | BGB      |
| 31.10.1943 | G    |          | Walter Seiler, Bernhard Widmer | CSP      |
| 31.10.1943 | G    |          | Albert Maag, Philipp Schmid-Ruedin | DP       |
| 31.10.1943 | G    |          | Paul Zigerli | EVP      |
| 31.10.1943 | G    |          | Theodor Gut sr., Hermann Häberlin, Armin Meili, Erwin Stirnemann | FDP (FP) |
| 31.10.1943 | G    |          | Gottlieb Duttweiler, Hans Munz, Hans Sappeur, Walter Trüb | LdU      |
| 31.10.1943 | G    |          | Kurt Düby, Emil Frei, Josef Henggeler, Jakob Kägi, Hermann Leuenberger, Paul Meierhans, Ernst Moser, Ernst Nobs, Hans Oprecht, Willy Spühler, Jacques Uhlmann, Eduard Zellweger                | SP       |
| 31.10.1943 | G    |          | Heinrich Schnyder | UFL      |
|            |      |          | |          |
| 21.03.1944 | N    |          | Valentin Gitermann | SP       |
|            |      |          | |          |
| 04.06.1945 | N    |          | Werner Stocker | SP       |
|            |      |          | |          |
| 03.06.1946 | N    |          | Paul Steinmann | SP       |
| 03.06.1946 | N    |          | Hans Ulrich Schlaepfer | FDP (FP) |
|            |      |          | |          |
| 19.08.1946 | N    |          | Hermann Oldani | SP       |
| 19.08.1946 | N    |          | |          |
| 02.12.1946 | N    |          | Robert Bühler | FDP (FP) |
| 02.12.1946 | N    |          | Hans Rüegg | DP       |
|            |      |          | |          |
| 26.10.1947 | G    |          | Hermann Farner, Paul Gysler, Rudolf Meier, Rudolf Reichling sr. | BGB      |
| 26.10.1947 | G    |          | Emil Duft, Konrad Müller, Walter Seiler | CSP      |
| 26.10.1947 | G    |          | Hans Rüegg, Philipp Schmid-Ruedin | DP       |
| 26.10.1947 | G    |          | Paul Zigerli | EVP      |
| 26.10.1947 | G    |          | Max Brunner, Robert Bühler, Hermann Häberlin, Armin Meili | FDP (FP) |
| 26.10.1947 | G    |          | Rudolf Bucher, Gottlieb Duttweiler, Erwin Jaeckle, Hans Munz, Hans Sappeur, Walter Trüb | LdU      |
| 26.10.1947 | G    |          | Werner Schmid | LSP      |
| 26.10.1947 | G    |          | Edgar Woog | PdA      |
| 26.10.1947 | G    |          | Emil Frei, Valentin Gitermann, Jakob Kägi, Hermann Leuenberger, Paul Meierhans, Hans Oprecht, Otto Schütz, Willy Spühler, Jacques Uhlmann                                                      | SP       |
|            |      |          | |          |
| 19.09.1949 | N    |          | Alois Grendelmeier | LdU      |
|            |      |          | |          |
| 05.06.1950 | N    |          | Hermann Oldani | SP       |
| 05.06.1950 | N    |          | Paul Steinmann | SP       |
|            |      |          | |          |
| 04.12.1950 | N    |          | Wiliam Vontobel | LdU      |
|            |      |          | |          |
| 28.10.1951 | G    |          | Heinrich Brändli, Hans Conzett, Hermann Farner, Paul Gysler, Rudolf Reichling sr. | BGB      |
| 28.10.1951 | G    |          | Paul Duft, Karl Hackhofer, Walter Seiler | CSP      |
| 28.10.1951 | G    |          | Paul Hauser, Philipp Schmid-Ruedin | DP       |
| 28.10.1951 | G    |          | Paul Zigerli | EVP      |
| 28.10.1951 | G    |          | Willy Bretscher, Traugott Büchi, Robert Bühler, Hermann Häberlin, Armin Meili | FDP (FP) |
| 28.10.1951 | G    |          | Alois Grendelmeier, Erwin Jaeckle, Walter König, Hans Munz, Walter Trüb, William Vontobel | LdU      |
| 28.10.1951 | G    |          | Edgar Woog | PdA      |
| 28.10.1951 | G    |          | Max Arnold, Emil Frei, Valentin Gitermann, Hermann Leuenberger, Hermann Oldani, Hans Oprecht, Otto Schütz, Willy Spühler, Paul Steinmann                                                       | SP       |
|            |      |          | |          |
| 07.12.1953 | N    |          | Jacques Uhlmann | SP       |
|            |      |          | |          |
| 30.10.1955 | G    |          | Erwin Akeret, Heinrich Brändli, Hans Conzett, Paul Gysler, Rudolf Reichling sr. | BGB      |
| 30.10.1955 | G    |          | Paul Duft, Karl Hackhofer, Adelrich Schuler, Walter Seiler | CSP      |
| 30.10.1955 | G    |          | Paul Hauser, Philipp Schmid-Ruedin | DP       |
| 30.10.1955 | G    |          | Paul Zigerli | EVP      |
| 30.10.1955 | G    |          | Willy Bretscher, Traugott Büchi, Hermann Häberlin, Ulrich Meyer | FDP (FP) |
| 30.10.1955 | G    |          | Alois Grendelmeier, Erwin Jaeckle, Hans Munz, Rudolf Schmid-Käser, Walter Trüb, William Vontobel                                                                                               | LdU      |
| 30.10.1955 | G    |          | Max Arnold, Gallus Berger, Franz Egger, Emil Frei, Valentin Gitermann, Hermann Leuenberger, Hans Oprecht, Otto Schütz, Paul Steinmann, Eduard Zellweger                                        | SP       |
|            |      |          | |          |
| 05.03.1956 | N    |          | Rudolf Welter | SP       |
|            |      |          | |          |
| 19.03.1956 | N    |          | Willy Sauser | EVP      |
|            |      |          | |          |
| 25.10.1959 | G    |          | Erwin Akeret, Heinrich Brändli, Hans Conzett, Rudolf Reichling sr., Walter Siegmann | BGB      |
| 25.10.1959 | G    |          | Paul Duft, Karl Hackhofer, Anton Heil, Adelrich Schuler | CSP      |
| 25.10.1959 | G    |          | Paul Hauser, Philipp Schmid-Ruedin | DP       |
| 25.10.1959 | G    |          | Willy Sauser, Ernst Schmid | EVP      |
| 25.10.1959 | G    |          | Willy Bretscher, Traugott Büchi, Robert Bühler, Hermann Häberlin, Ulrich Meyer | FDP (FP) |
| 25.10.1959 | G    |          | Alois Grendelmeier, Erwin Jaeckle, Walter König, Hans Munz, William Vontobel | LdU      |
| 25.10.1959 | G    |          | Max Arnold, Gallus Berger, Emil Frei, Valentin Gitermann, Hermann Leuenberger, Hans Oprecht, Otto Schütz, Paul Steinmann, Rudolf Welter                                                        | SP       |
|            |      |          | |          |
| 06.03.1961 | N    |          | Walter Raissig | FDP      |
|            |      |          | |          |
| 03.12.1962 | N    |          | Werner Schmid | LdU      |
|            |      |          | |          |
| 27.10.1963 | G    |          | Erwin Akeret, Heinrich Brändli, Hans Conzett, Ernst Gugerli, Jakob Vollenweider | BGB      |
| 27.10.1963 | G    |          | Paul Duft, Paul Eisenring, Karl Hackhofer, Anton Heil, Adelrich Schuler | CSP      |
| 27.10.1963 | G    |          | Paul Hauser, Arnold Meier-Ragg | DP       |
| 27.10.1963 | G    |          | Willy Sauser, Ernst Schmid | EVP      |
| 27.10.1963 | G    |          | Willy Bretscher, Robert Bühler, Robert Eibel, Ulrich Meyer, Albert Mossdorf, Walter Raissig | FDP (FP) |
| 27.10.1963 | G    |          | Walter König, Werner Schmid, Rudolf Suter, William Vontobel, Sigmund Widmer | LdU      |
| 27.10.1963 | G    |          | Max Arnold, Arthur Bachmann, Gallus Berger, Valentin Gitermann, Ulrich Götsch, Hermann Leuenberger, Robert Meyer, Otto Schütz, Ernst Weber, Rudolf Welter                                      | SP       |
|            |      |          | |          |
| 01.03.1965 | N    |          | Marcel Beck | DP       |
|            |      |          | |          |
| 20.09.1965 | N    |          | Erwin A. Lang | SP       |
|            |      |          | |          |
| 07.06.1966 | N    |          | Karl Ketterer | LdU      |
|            |      |          | |          |
| 19.09.1966 | N    |          | Rudolf Ott | DP       |
|            |      |          | |          |
| 29.10.1967 | G    |          | Erwin Akeret, Otto Bretscher, Hans Conzett, Ernst Gugerli, Jakob Vollenweider | BGB      |
| 29.10.1967 | G    |          | Paul Eisenring, Karl Hackhofer, Anton Heil, Adelrich Schuler | CSP      |
| 29.10.1967 | G    |          | Rudolf Ott | DP       |
| 29.10.1967 | G    |          | Willy Sauser, Ernst Schmid | EVP      |
| 29.10.1967 | G    |          | Ernst Bieri, Robert Eibel, Theodor Gut jr., Ulrich Meyer, Walter Raissig | FDP (FP) |
| 29.10.1967 | G    |          | Walter Biel, Max Bill, Karl Ketterer, Theodor Kloter, Walter König, Werner Schmid, Rudolf Suter, Fritz Tanner, William Vontobel                                                                | LdU      |
| 29.10.1967 | G    |          | James Schwarzenbach | NA       |
| 29.10.1967 | G    |          | Max Arnold, Gallus Berger, Ulrich Götsch, Hermann Leuenberger, Walter Renschler, Otto Schütz, Ernst Weber, Rudolf Welter                                                                       | SP       |
|            |      |          | |          |
| 16.09.1968 | N    |          | Heinrich Schalcher | EVP      |
|            |      |          | |          |
| 24.11.1969 | N    |          | Kurt von Arx | CSP      |
|            |      |          | |          |
| 01.06.1970 | N    |          | Marcel Hotz | DP       |
|            |      |          | |          |
| 31.10.1971 | G    |          | Paul Eisenring, Adelrich Schuler, Karl von Arx | CVP      |
| 31.10.1971 | G    |          | Willy Sauser, Heinrich Schalcher | EVP      |
| 31.10.1971 | G    |          | Robert Eibel, Theodor Gut jr., Hans Künzi, Walter Raissig, Martha Ribi, Hans Rüegg | FDP      |
| 31.10.1971 | G    |          | Walter Biel, Karl Ketterer, Walter König, Rudolf Suter, Fritz Tanner, William Vontobel | LdU      |
| 31.10.1971 | G    |          | Heinrich C. Müller | NA       |
| 31.10.1971 | G    |          | Walter Bräm, Hans Ulrich Graf, Werner Reich, James Schwarzenbach | RB       |
| 31.10.1971 | G    |          | Ezio Canonica, Fritz Ganz, Hedi Lang, Otto Nauer, Walter Renschler, Otto Schütz, Lilian Uchtenhagen, Rudolf Welter                                                                             | SP       |
| 31.10.1971 | G    |          | Erwin Akeret, Otto Bretscher, Ernst Gugerli, Werner Leutenegger, Jakob Vollenweider | SVP      |
|            |      |          | |          |
| 26.06.1972 | N    |          | Helen Meyer | CVP      |
|            |      |          | |          |
| 01.09.1973 | N    |          | Theodor Kloter | LdU      |
|            |      |          | |          |
| 10.06.1974 | N    |          | Sigmund Widmer | LdU      |
|            |      |          | |          |
| 26.10.1975 | G    |          | Gion Condrau, Paul Eisenring, Helen Meyer, Karl von Arx | CVP      |
| 26.10.1975 | G    |          | Willy Sauser, Heinrich Schalcher | EVP      |
| 26.10.1975 | G    |          | Ulrich Bremi, Rudolf Friedrich, Theodor Gut jr., Hans Künzi, Martha Ribi, Hans Rüegg, Albert Sigrist                                                                                           | FDP      |
| 26.10.1975 | G    |          | Walter Biel, Theodor Kloter, Walter König, Meinrad Schär, Rudolf Suter, Sigmund Widmer | LdU      |
| 26.10.1975 | G    |          | Heinrich C. Müller | NA       |
| 26.10.1975 | G    |          | Hans Ulrich Graf, James Schwarzenbach | RB       |
| 26.10.1975 | G    |          | Ezio Canonica, Albert Eggli, Fritz Ganz, Hedi Lang, Doris Morf, Otto Nauer, Walter Renschler, Lilian Uchtenhagen, Rudolf Welter                                                                | SP       |
| 26.10.1975 | G    |          | Erwin Akeret, Otto Bretscher, Werner Leutenegger, Rudolf Reichling jr. | SVP      |
|            |      |          | |          |
| 07.03.1977 | N    |          | Konrad Basler | SVP      |
|            |      |          | |          |
| 19.09.1977 | N    |          | Fritz Meier | NA       |
|            |      |          | |          |
| 27.02.1978 | N    |          | Hansjörg Braunschweig | SP       |
|            |      |          | |          |
| 27.11.1978 | N    |          | Josef Landolt | CVP      |
| 27.11.1978 | N    |          | Hans Oester | EVP      |
|            |      |          | |          |
| 21.10.1979 | G    |          | Paul Eisenring, Ernst Huggenberger, Josef Landolt | CVP      |
| 21.10.1979 | G    |          | Hans Oester, Heinrich Schalcher | EVP      |
| 21.10.1979 | G    |          | Heinz Allenspach, Ulrich Bremi, Silvio de Capitani, Rudolf Friedrich, Elisabeth Kopp, Hans Künzi, Hans Georg Lüchinger, Martha Ribi, Hans Rüegg                                                | FDP      |
| 21.10.1979 | G    |          | Walter Biel, Theodor Kloter, Meinrad Schär, Sigmund Widmer | LdU      |
| 21.10.1979 | G    |          | Fritz Meier | NA       |
| 21.10.1979 | G    |          | Andreas Herczog | POCH     |
| 21.10.1979 | G    |          | Alfred Affolter, Hansjörg Braunschweig, Albert Eggli, Fritz Ganz, Hedi Lang, Moritz Leuenberger, Doris Morf, Otto Nauer, Walter Renschler, Lilian Uchtenhagen                                  | SP       |
| 21.10.1979 | G    |          | Erwin Akeret, Konrad Basler, Christoph Blocher, Hans Ulrich Graf, Rudolf Reichling jr. | SVP      |
|            |      |          | |          |
| 29.11.1982 | N    |          | Monika Weber | LdU      |
|            |      |          | |          |
| 31.01.1983 | N    |          | Richard Reich | FDP      |
|            |      |          | |          |
| 23.10.1983 | G    |          | Paul Eisenring, Josef Landolt, Rolf Seiler | CVP      |
| 23.10.1983 | G    |          | Max Dünki, Hans Oester | EVP      |
| 23.10.1983 | G    |          | Heinz Allenspach, Ulrich Bremi, Ernst Cincera, Elisabeth Kopp, Hans Künzi, Hans Georg Lüchinger, Richard Reich, Peter Spälti, Vreni Spoerry                                                    | FDP      |
| 23.10.1983 | G    |          | Arnold Müller | Grüne    |
| 23.10.1983 | G    |          | Walter Biel, Verena Grendelmeier, Monika Weber, Sigmund Widmer | LdU      |
| 23.10.1983 | G    |          | Fritz Meier, Jean-Jacques Hegg | NA       |
| 23.10.1983 | G    |          | Andreas Herczog | POCH     |
| 23.10.1983 | G    |          | Hansjörg Braunschweig, Albert Eggli, Moritz Leuenberger, Doris Morf, Otto Nauer, Walter Renschler, Sepp Stappung, Lilian Uchtenhagen                                                           | SP       |
| 23.10.1983 | G    |          | Konrad Basler, Christoph Blocher, Hans Ulrich Graf, Willi Neuenschwander, Rudolf Reichling jr.                                                                                                 | SVP      |
|            |      |          | |          |
| 26.11.1984 | N    |          | Kurt Müller | FDP      |
|            |      |          | |          |
| 04.02.1985 | N    |          | Hans Steffen | NA       |
|            |      |          | |          |
| 18.10.1987 | G    |          | Michael Dreher | AP       |
| 18.10.1987 | G    |          | Paul Eisenring, Rolf Seiler | CVP      |
| 18.10.1987 | G    |          | Max Dünki, Hans Oester | EVP      |
| 18.10.1987 | G    |          | Heinz Allenspach, Ulrich Bremi, Ernst Cincera, Lili Nabholz, Kurt Müller, Richard Reich, Peter Spälti, Vreni Spoerry                                                                           | FDP      |
| 18.10.1987 | G    |          | Verena Diener, Hans Meier, Monika Stocker | Grüne    |
| 18.10.1987 | G    |          | Walter Biel, Verena Grendelmeier, Roland Wiederkehr, Sigmund Widmer | LdU      |
| 18.10.1987 | G    |          | Fritz Meier, Hans Steffen | NA       |
| 18.10.1987 | G    |          | Andreas Herczog | POCH     |
| 18.10.1987 | G    |          | Hansjörg Braunschweig, Elmar Ledergerber, Moritz Leuenberger, Doris Morf, Sepp Stappung, Lilian Uchtenhagen                                                                                    | SP       |
| 18.10.1987 | G    |          | Konrad Basler, Christoph Blocher, Walter Frey, Hans Ulrich Graf, Willi Neuenschwander, Rudolf Reichling jr.                                                                                    | SVP      |
|            |      |          | |          |
| 05.02.1990 | N    |          | Barbara Haering | SP       |
|            |      |          | |          |
| 05.03.1990 | N    |          | Niklaus Kuhn | EVP      |
|            |      |          | |          |
| 21.01.1991 | N    |          | Ursula Leemann | SP       |
|            |      |          | |          |
| 20.10.1991 | G    |          | Michael Dreher, Armin Kern | AP       |
| 20.10.1991 | G    |          | Peter Baumberger, Rolf Seiler | CVP      |
| 20.10.1991 | G    |          | Max Dünki, Ernst Sieber | EVP      |
| 20.10.1991 | G    |          | Heinz Allenspach, Ernst Cincera, Oscar Fritschi, Trix Heberlein, Rolf Hegetschweiler, Lili Nabholz, Vreni Spoerry                                                                              | FDP      |
| 20.10.1991 | G    |          | Christine Goll | FraP     |
| 20.10.1991 | G    |          | Verena Diener, Hans Meier | Grüne    |
| 20.10.1991 | G    |          | Verena Grendelmeier, Roland Wiederkehr | LdU      |
| 20.10.1991 | G    |          | Hardi Bischof, Hans Steffen | SD       |
| 20.10.1991 | G    |          | Andreas Gross, Barbara Haering, Andreas Herczog, Elmar Ledergerber, Ursula Leemann, Moritz Leuenberger, Hans Steiger                                                                           | SP       |
| 20.10.1991 | G    |          | Max Binder, Christoph Blocher, Toni Bortoluzzi, Lisbeth Fehr, Walter Frey, Ueli Maurer, Willi Neuenschwander, Werner Vetterli                                                                  | SVP      |
|            |      |          | |          |
| 22.10.1995 | G    |          | Peter Baumberger, Rosmarie Zapfl | CVP      |
| 22.10.1995 | G    |          | Max Dünki | EVP      |
| 22.10.1995 | G    |          | Oscar Fritschi, Trix Heberlein, Rolf Hegetschweiler, Erich Müller, Lili Nabholz, Vreni Spoerry                                                                                                 | FDP      |
| 22.10.1995 | G    |          | Michael Dreher | FPS      |
| 22.10.1995 | G    |          | Christine Goll | FraP     |
| 22.10.1995 | G    |          | Verena Diener, Hans Meier | Grüne    |
| 22.10.1995 | G    |          | Verena Grendelmeier, Roland Wiederkehr | LdU      |
| 22.10.1995 | G    |          | Hans Steffen | SD       |
| 22.10.1995 | G    |          | Regine Aeppli, Andreas Gross, Barbara Haering, Andreas Herczog, Vreni Hubmann, Elmar Ledergerber, Ursula Leemann, Vreni Müller-Hemmi, Anita Thanei                                             | SP       |
| 22.10.1995 | G    |          | Max Binder, Christoph Blocher, Toni Bortoluzzi, Hans Fehr, Lisbeth Fehr, Walter Frey, Ueli Maurer, Ulrich Schlüer, Werner Vetterli                                                             | SVP      |
|            |      |          | |          |
| 04.03.1996 | N    |          | Walter Bosshard | FDP      |
|            |      |          | |          |
| 27.04.1998 | N    |          | Jacqueline Fehr | SP       |
| 27.04.1998 | N    |          | Ruth Genner | Grüne    |
|            |      |          | |          |
| 24.10.1999 | G    |          | Kathy Riklin, Rosmarie Zapfl | CVP      |
| 24.10.1999 | G    |          | Ruedi Aeschbacher | EVP      |
| 24.10.1999 | G    |          | Walter Bosshard, Felix Gutzwiller, Trix Heberlein, Rolf Hegetschweiler, Erich Müller, Lili Nabholz                                                                                             | FDP      |
| 24.10.1999 | G    |          | Ruth Genner | Grüne    |
| 24.10.1999 | G    |          | Roland Wiederkehr | LdU      |
| 24.10.1999 | G    |          | Regine Aeppli, Jacqueline Fehr, Mario Fehr, Christine Goll, Andreas Gross, Barbara Haering, Vreni Hubmann, Vreni Müller-Hemmi, Ursula Koch, Anita Thanei                                       | SP       |
| 24.10.1999 | G    |          | Max Binder, Christoph Blocher, Toni Bortoluzzi, Hans Fehr, Lisbeth Fehr, Walter Frey, Hans Kaufmann, Robert Keller, Ueli Maurer, Christoph Mörgeli, Ulrich Schlüer, Jürg Stahl, Bruno Zuppiger | SVP      |
|            |      |          | |          |
| 05.06.2000 | N    |          | Barbara Marty | SP       |
|            |      |          | |          |
| 26.11.2001 | N    |          | Ernst Schibli | SVP      |
|            |      |          | |          |
| 19.10.2003 | G    |          | Kathy Riklin, Rosmarie Zapfl | CVP      |
| 19.10.2003 | G    |          | Markus Wäfler | EDU      |
| 19.10.2003 | G    |          | Ruedi Aeschbacher | EVP      |
| 19.10.2003 | G    |          | Felix Gutzwiller, Rolf Hegetschweiler, Markus Hutter, Filippo Leutenegger, Ruedi Noser | FDP      |
| 19.10.2003 | G    |          | Martin Bäumle, Ruth Genner, Daniel Vischer | Grüne    |
| 19.10.2003 | G    |          | Jacqueline Fehr, Mario Fehr, Chantal Galladé, Christine Goll, Andreas Gross, Barbara Haering, Vreni Hubmann, Barbara Marty, Vreni Müller-Hemmi, Anita Thanei                                   | SP       |
| 19.10.2003 | G    |          | Max Binder, Christoph Blocher, Toni Bortoluzzi, Hans Fehr, Hans Kaufmann, Robert Keller, Ueli Maurer, Christoph Mörgeli, Ernst Schibli, Ulrich Schlüer, Jürg Stahl, Bruno Zuppiger             | SVP      |
|            |      |          | |          |
| 01.03.2004 | N    |          | Hans Rutschmann | SVP      |
|            |      |          | |          |
| 18.12.2006 | N    |          | Urs Hany | CVP      |
|            |      |          | |          |
| 21.10.2007 | G    |          | Urs Hany, Kathy Riklin, Barbara Schmid-Federer | CVP      |
| 21.10.2007 | G    |          | Ruedi Aeschbacher | EVP      |
| 21.10.2007 | G    |          | Doris Fiala, Markus Hutter, Filippo Leutenegger, Ruedi Noser | FDP      |
| 21.10.2007 | G    |          | Marlies Bänziger, Ruth Genner, Bastien Girod, Daniel Vischer | Grüne    |
| 21.10.2007 | G    |          | Martin Bäumle, Tiana Angelina Moser, Thomas Weibel | glp      |
| 21.10.2007 | G    |          | Jacqueline Fehr, Mario Fehr, Chantal Galladé, Christine Goll, Andreas Gross, Daniel Jositsch, Anita Thanei                                                                                     | SP       |
| 21.10.2007 | G    |          | Max Binder, Toni Bortoluzzi, Hans Fehr, Alfred Heer, Hans Kaufmann, Ueli Maurer, Christoph Mörgeli, Natalie Rickli, Hans Rutschmann, Ernst Schibli, Jürg Stahl, Bruno Zuppiger                 | SVP      |
|            |      |          | |          |
| 15.09.2008 | N    |          | Katharina Prelicz-Huber | Grüne    |
|            |      |          | |          |
| 02.03.2009 | N    |          | Ulrich Schlüer | SVP      |
|            |      |          | |          |
| 31.05.2010 | N    |          | Maja Ingold | EVP      |
|            |      |          | |          |
| 23.10.2011 | G    |          | Rosmarie Quadranti, Lothar Ziörjen | BDP      |
| 23.10.2011 | G    |          | Kathy Riklin, Barbara Schmid-Federer | CVP      |
| 23.10.2011 | G    |          | Maja Ingold | EVP      |
| 23.10.2011 | G    |          | Doris Fiala, Markus Hutter, Filippo Leutenegger, Ruedi Noser | FDP      |
| 23.10.2011 | G    |          | Bastien Girod, Balthasar Glättli, Daniel Vischer | Grüne    |
| 23.10.2011 | G    |          | Martin Bäumle, Thomas Maier, Tiana Angelina Moser, Thomas Weibel | glp      |
| 23.10.2011 | G    |          | Jacqueline Badran, Jacqueline Fehr, Chantal Galladé, Andreas Gross, Thomas Hardegger, Daniel Jositsch, Martin Naef                                                                             | SP       |
| 23.10.2011 | G    |          | Max Binder, Christoph Blocher, Toni Bortoluzzi, Hans Egloff, Hans Fehr, Alfred Heer, Hans Kaufmann, Ueli Maurer, Christoph Mörgeli, Natalie Rickli, Jürg Stahl, Bruno Zuppiger                 | SVP      |
|            |      |          | |          |
| 26.11.2012 | N    |          | Gregor Rutz | SVP      |
|            |      |          | |          |
| 07.05.2014 | N    |          | Hans-Peter Portmann | FDP      |
|            |      |          | |          |
| 02.06.2014 | N    |          | Thomas Matter | SVP      |
| 02.06.2014 | N    |          | Beat Walti | FDP      |
|            |      |          | |          |
| 02.03.2015 | N    |          | Rudolf Winkler | BDP      |
|            |      |          | |          |
| 18.10.2015 | G    |          | Rosmarie Quadranti | BDP      |
| 18.10.2015 | G    |          | Kathy Riklin, Barbara Schmid-Federer | CVP      |
| 18.10.2015 | G    |          | Maja Ingold | EVP      |
| 18.10.2015 | G    |          | Hans-Ulrich Bigler, Doris Fiala, Hans-Peter Portmann, Regine Sauter, Beat Walti | FDP      |
| 18.10.2015 | G    |          | Bastien Girod, Balthasar Glättli | Grüne    |
| 18.10.2015 | G    |          | Martin Bäumle, Tiana Angelina Moser, Thomas Weibel | glp      |
| 18.10.2015 | G    |          | Jacqueline Badran, Angelo Barrile, Chantal Galladé, Tim Guldimann, Thomas Hardegger, Min Li Marti, Mattea Meyer, Martin Naef, Priska Seiler Graf                                               | SP       |
| 18.10.2015 | G    |          | Hans Egloff, Alfred Heer, Roger Köppel, Thomas Matter, Natalie Rickli, Gregor Rutz, Jürg Stahl, Barbara Steinemann, Mauro Tuena, Hans-Ueli Vogt, Bruno Walliser, Claudio Zanetti               | SVP      |
|            |      |          | |          |
| 27.11.2017 | N    |          | Nik Gugger | EVP      |
|            |      |          | |          |
| 15.03.2018 | N    |          | Fabian Molina | SP       |
|            |      |          | |          |
| 11.06.2018 | N    |          | Philipp Kutter | CVP      |
|            |      |          | |          |
| 10.12.2018 | N    |          | Daniel Frei | SP       |
|            |      |          | |          |
| 03.06.2019 | N    |          | Martin Haab, Therese Schläpfer | SVP      |
|            |      |          | |          |
| 20.10.2019 | G    |          | Philipp Kutter | CVP      |
| 20.10.2019 | G    |          | Nik Gugger | EVP      |
| 20.10.2019 | G    |          | Doris Fiala, Hans-Peter Portmann, Regine Sauter, Andri Silberschmidt, Beat Walti | FDP      |
| 20.10.2019 | G    |          | Bastien Girod, Balthasar Glättli, Katharina Prelicz-Huber, Meret Schneider, Marionna Schlatter                                                                                                 | Grüne    |
| 20.10.2019 | G    |          | Martin Bäumle, Judith Bellaïche, Corina Gredig, Jörg Mäder, Tiana Angelina Moser, Barbara Schaffner                                                                                            | glp      |
| 20.10.2019 | G    |          | Jacqueline Badran, Angelo Barrile, Min Li Marti, Mattea Meyer, Fabian Molina, Priska Seiler Graf, Céline Widmer                                                                                | SP       |
| 20.10.2019 | G    |          | Martin Haab, Alfred Heer, Roger Köppel, Thomas Matter, Gregor Rutz, Therese Schläpfer, Barbara Steinemann, Mauro Tuena, Hans-Ueli Vogt, Bruno Walliser                                         | SVP      |
|            |      |          | |          |
| 01.01.2022 | N    |          | Benjamin Fischer | SVP      |
|            |      |          | |          |
| 22.10.2023 | G    |          | Erich Vontobel | EDU      |
| 22.10.2023 | G    |          | Nik Gugger | EVP      |
| 22.10.2023 | G    |          | Bettina Balmer, Hans-Peter Portmann, Regine Sauter, Andri Silberschmidt, Beat Walti | FDP      |
| 22.10.2023 | G    |          | Bastien Girod, Balthasar Glättli, Katharina Prelicz-Huber, Marionna Schlatter | Grüne    |
| 22.10.2023 | G    |          | Martin Bäumle, Corina Gredig, Tiana Angelina Moser, Barbara Schaffner | glp      |
| 22.10.2023 | G    |          | Nicole Barandun, Yvonne Bürgin, Philipp Kutter | Mitte    |
| 22.10.2023 | G    |          | Islam Alijaj, Jacqueline Badran, Min Li Marti, Mattea Meyer, Fabian Molina, Anna Rosenwasser, Priska Seiler Graf, Céline Widmer                                                                | SP       |
| 22.10.2023 | G    |          | Nina Fehr Düsel, Benjamin Fischer, Martin Haab, Alfred Heer, Martin Hübscher, Thomas Matter, Gregor Rutz, Barbara Steinemann, Mauro Tuena, Bruno Walliser                                      | SVP      |

## Wähleranteile
Nachfolgend findet sich eine Übersicht über die Wähleranteile der verschiedenen Parteien und Listen seit Einführung des Proporzwahlrechts im Jahr 1919. Wenn Parteien fusioniert haben, sind für die Zeit vor der Fusion die Ergebnisse der einzelnen Vorgängergruppierungen angegeben, aber – soweit sinnvoll – auch die zusammengezählten Werte in kursiv, um so historische Vergleiche zu ermöglichen.
| Jahr | BGB/SVP | SP     | FDP 1  | FP 2   | DP 3   | glp    | GP     | Mitte 4 | CSP/CVP | BDP   | EVP   | EDU   | AL    | KP/PdA | NA/SD | AP/FPS | LdU    | FraP! | POCH  | REP    | FWB/LSP | Grütli | Weitere                                                        | Jahr |
| ---- | ------- | ------ | ------ | ------ | ------ | ------ | ------ | ------- | ------- | ----- | ----- | ----- | ----- | ------ | ----- | ------ | ------ | ----- | ----- | ------ | ------- | ------ | -------------------------------------------------------------- | ---- |
| 1919 | 21,7 %  | 32,9 % | 29,3 % | 15,7 % | 13,6 % |        |        | 5,1 %   | 5,1 %   |       | 3,8 % |       |       |        |       |        |        |       |       |        |         | 6,6 %  | Wilde Liste 0,6 %                                              | 1919 |
| 1922 | 23,1 %  | 29,3 % | 29,1 % | 16,5 % | 12,5 % |        |        | 5,5 %   | 5,5 %   |       | 4,5 % |       |       | 5,4 %  |       |        |        |       |       |        |         | 3,1 %  |                                                                | 1922 |
| 1925 | 20,5 %  | 36,1 % | 28,1 % | 15,2 % | 12,9 % |        |        | 6,4 %   | 6,4 %   |       | 4,6 % |       |       | 4,3 %  |       |        |        |       |       |        |         |        |                                                                | 1925 |
| 1928 | 18,1 %  | 37,9 % | 28,8 % | 17,4 % | 11,4 % |        |        | 7,3 %   | 7,3 %   |       | 3,5 % |       |       | 3,4 %  |       |        |        |       |       |        |         |        | Evang.-Soziale 0,9 %                                           | 1928 |
| 1931 | 17,2 %  | 40,2 % | 25,9 % | 15,3 % | 10,6 % |        |        | 7,8 %   | 7,8 %   |       | 4,2 % |       |       | 3,8 %  |       |        |        |       |       |        |         |        | Eidg. Front 0,9 %                                              | 1931 |
| 1935 | 13,2 %  | 29,7 % | 17,0 % | 10,1 % | 7,0 %  |        |        | 6,3 %   | 6,3 %   |       | 2,9 % |       |       | 3,6 %  |       |        | 18,3 % |       |       |        | 2,7 %   |        | NF 3,7 %, JB 2,5 %, Diverse 0,1 %                              | 1935 |
| 1939 | 13,8 %  | 31,4 % | 20,6 % | 12,4 % | 8,1 %  |        |        | 6,9 %   | 6,9 %   |       | 2,3 % |       |       | 2,4 %  |       |        | 17,4 % |       |       |        | 2,7 %   |        | JB 2,5 %                                                       | 1939 |
| 1943 | 14,2 %  | 35,2 % | 19,3 % | 11,5 % | 7,7 %  |        |        | 7,8 %   | 7,8 %   |       | 2,4 % |       |       |        |       |        | 11,7 % |       |       |        | 2,4 %   |        | UFL 4,6 %, JB 1,7 %, FWB-Abspaltung 0,7 %                      | 1943 |
| 1947 | 14,0 %  | 27,3 % | 18,8 % | 12,4 % | 6,4 %  |        |        | 8,9 %   | 8,9 %   |       | 3,4 % |       |       | 6,1 %  |       |        | 18,8 % |       |       |        | 2,7 %   |        |                                                                | 1947 |
| 1951 | 14,8 %  | 29,3 % | 20,0 % | 13,4 % | 6,5 %  |        |        | 10,3 %  | 10,3 %  |       | 3,9 % |       |       | 2,9 %  |       |        | 16,4 % |       |       |        | 2,4 %   |        |                                                                | 1951 |
| 1955 | 14,1 %  | 28,8 % | 19,7 % | 13,3 % | 6,4 %  |        |        | 11,5 %  | 11,5 %  |       | 4,9 % |       |       | 2,8 %  |       |        | 16,4 % |       |       |        | 1,9 %   |        |                                                                | 1955 |
| 1959 | 14,8 %  | 28,0 % | 20,8 % | 14,9 % | 5,9 %  |        |        | 12,7 %  | 12,7 %  |       | 5,5 % |       |       | 2,8 %  |       |        | 15,4 % |       |       |        |         |        |                                                                | 1959 |
| 1963 | 13,8 %  | 27,3 % | 21,2 % | 16,2 % | 5,0 %  |        |        | 12,5 %  | 12,5 %  |       | 5,7 % |       |       | 2,1 %  |       |        | 13,2 % |       |       |        |         |        | Überfremdung 1,9 %, parteil. Christen 1,9 %, Diverse 1,4 %     | 1963 |
| 1967 | 13,0 %  | 22,2 % | 17,8 % | 14,8 % | 3,0 %  |        |        | 10,7 %  | 10,7 %  |       | 4,8 % |       |       | 2,6 %  | 3,0 % |        | 23,0 % |       |       |        |         |        | M. Beck 2,4 %, Diverse 0,4 %                                   | 1967 |
| 1971 | 12,2 %  | 20,9 % | 16,8 % |        |        |        |        | 9,5 %   | 9,5 %   |       | 5,2 % |       |       | 1,6 %  | 5,0 % |        | 16,5 % |       |       | 10,4 % |         |        | NA-Abspaltung 0,8 %, Diverse 1,2 %                             | 1971 |
| 1975 | 11,3 %  | 23,9 % | 18,5 % |        |        |        |        | 9,4 %   | 9,4 %   |       | 5,4 % | 0,5 % |       | 1,1 %  | 4,4 % |        | 15,6 % |       | 1,5 % | 6,2 %  | 0,3 %   |        | Frauen 0,8 %, RML 0,2 %, Diverse 1,1 %                         | 1975 |
| 1979 | 14,5 %  | 26,5 % | 22,4 % |        |        |        | 1,3 %  | 9,7 %   | 9,7 %   |       | 5,7 % | 0,4 % |       | 1,2 %  | 2,5 % |        | 11,2 % |       | 2,3 % | 0,9 %  | 0,3 %   |        | weniger Staat 0,7 %, RML 0,3 %, Diverse 0,3 %                  | 1979 |
| 1983 | 13,8 %  | 23,0 % | 21,8 % |        |        |        | 4,2 %  | 9,1 %   | 9,1 %   |       | 5,4 % | 0,6 % |       | 0,3 %  | 5,9 % |        | 9,9 %  |       | 3,8 % |        |         |        | Grünalternative 0,6 %, SAP 0,4 %, Diverse 1,2 %                | 1983 |
| 1987 | 15,2 %  | 17,4 % | 20,3 % |        |        |        | 8,0 %  | 7,1 %   | 7,1 %   |       | 4,4 % | 1,8 % |       | 0,3 %  | 5,0 % | 3,8 %  | 11,6 % | →POCH | 3,8 % | 0,5 %  |         |        | Diverse 0,9 %                                                  | 1987 |
| 1991 | 20,2 %  | 18,8 % | 18,7 % |        |        |        | 7,0 %  | 5,9 %   | 5,9 %   |       | 4,8 % | 1,8 % | 1,0 % |        | 5,2 % | 5,9 %  | 6,1 %  | 1,5 % |       |        |         |        | Graue Panther 1,7 %, Diverse 1,3 %                             | 1991 |
| 1995 | 25,5 %  | 23,1 % | 18,1 % |        |        |        | 6,5 %  | 4,9 %   | 4,9 %   |       | 3,7 % | 1,9 % | 0,6 % |        | 3,3 % | 3,5 %  | 5,3 %  | 2,1 % |       |        |         |        | LP 0,5 %, Senioren 0,3 %, Diverse 0,8 %                        | 1995 |
| 1999 | 32,5 %  | 25,6 % | 17,8 % |        |        |        | 4,1 %  | 5,1 %   | 5,1 %   |       | 3,4 % | 1,8 % | 0,9 % | →AL    | 1,5 % | 0,8 %  | 2,1 %  | 0,8 % |       |        |         |        | Senioren 2,2 %, LP 0,2 %, Diverse 1,0 %                        | 1999 |
| 2003 | 33,4 %  | 25,7 % | 16,2 % |        |        |        | 8,5 %  | 5,4 %   | 5,4 %   |       | 4,1 % | 2,1 % | 1,4 % | →AL    | 0,9 % | 0,1 %  |        |       |       |        |         |        | R. Wiederkehr 0,9 %, Gewerkschaften 0,7 %, Diverse 0,6 %       | 2003 |
| 2007 | 33,9 %  | 19,8 % | 13,2 % |        |        | 7,0 %  | 10,4 % | 7,6 %   | 7,6 %   |       | 3,7 % | 2,1 % | 1,1 % | 0,2 %  | 0,5 % | 0,1 %  |        |       |       |        |         |        | Diverse 0,5 %                                                  | 2007 |
| 2011 | 29,8 %  | 19,3 % | 11,6 % |        |        | 11,5 % | 8,4 %  | 10,3 %  | 5,0 %   | 5,3 % | 3,1 % | 2,2 % | 1,0 % | 0,2 %  | 0,3 % |        |        |       |       |        |         |        | Piraten 0,9 %, Diverse 1,4 %                                   | 2011 |
| 2015 | 30,7 %  | 21,4 % | 15,3 % |        |        | 8,2 %  | 6,9 %  | 7,8 %   | 4,2 %   | 3,6 % | 3,1 % | 2,1 % | 1,8 % | 0,2 %  | 0,2 % |        |        |       |       |        |         |        | Piraten 0,6 %, Kunst 0,5 %, Diverse 1,1 %                      | 2015 |
| 2019 | 26,7 %  | 17,3 % | 13,7 % |        |        | 14,0 % | 14,1 % | 7,7 %   | 4,4 %   | 3,3 % | 3,3 % | 1,6 % | 1,6 % | 0,3 %  | 0,2 % |        |        |       |       |        |         |        | Piraten 0,5 %, Diverse 0,7 %                                   | 2019 |
| 2023 | 27,4 %  | 21,1 % | 12,5 % |        |        | 12,4 % | 9,9 %  | 8,2 %   |         |       | 2,8 % | 1,5 % | 1,0 % | 0,3 %  | 0,1 % |        |        |       |       |        |         |        | Aufrecht 1,1 %, Mass-Voll! 0,7 %, Piraten 0,4 %, Diverse 0,7 % | 2023 |